# Manahén
.

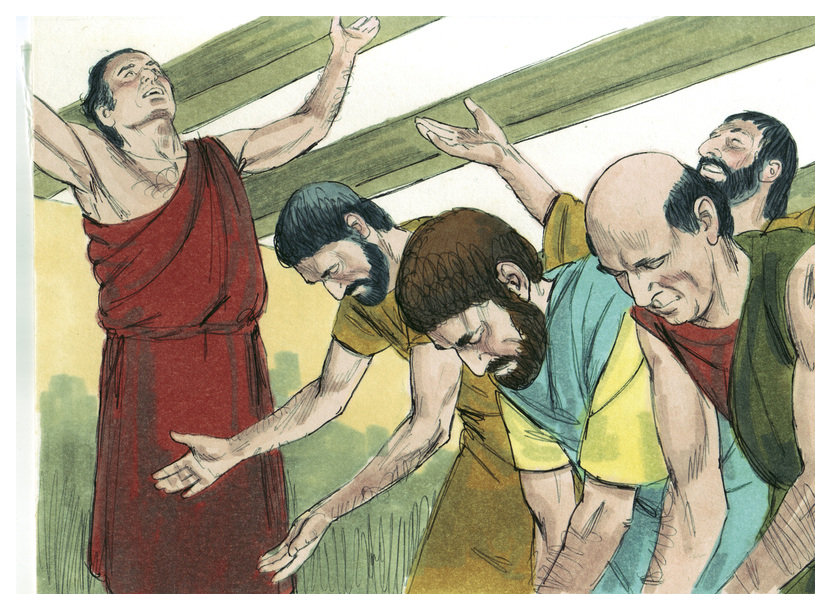
Manaen orando y ayunando con Bernabé, Simeon el Negro, Lucio de Cirene, y Pablo. ilustrado por Jim Padgett

Manahen  /ˈmæniən/ (también Manaen o Menachem) fue un maestro de la Iglesia cristiana del siglo I en Antioquía que había sido 'criado' (en griego: σύντροφος, syntrophos, Vulgata: collactaneus) con Herodes Antipas.
Según los Hechos de los Apóstoles, estuvo entre los que enviaron a Pablo y Bernabé en su primer viaje misionero. Probablemente fue uno de los fundadores de la iglesia de Antioquía.

## Narrativa bíblica
Poco se sabe de la vida de Manahen. Se dice que fue 'criado' con Herodes durante la tetrarquía. Se le ha descrito como el 'hermano adoptivo' de Herodes  o como su 'amigo de toda la vida'. Según los Hechos de los Apóstoles fue uno de los profetas y maestros que, bajo la influencia del Espíritu Santo, impuso las manos sobre Saulo y Bernabé y envió a los dos apóstoles en el primero de los viajes misioneros de Pablo (Hechos 13:1). 
Como Lucas, el supuesto autor de los Hechos de los Apóstoles, era un antioqueno, es posible que Manahen fuera uno de los «testigos oculares y ministros de la palabra» (Lucas 1: 2) que proporcionó a Lucas detalles que este escritor tiene en relación con Antipas y otros miembros de la familia Herodiano (Lucas 3:1, 19, 20; 8:3; 9:7-9; 13:31, 32; 23:8-12; Hechos 12). Es posible que se convirtiera en discípulo de Jesús con «Juana, mujer de Cusa, mayordomo de Herodes» (Lucas 8:3).